# Paul de Becker
Paul de Becker (Tienen, 13 mei 1947) is een Vlaamse commerciële tekenaar en illustrator van kinderboeken.

## Biografie
Paul de Becker behaalde een diploma sierkunsten aan het St-Lucasinstituut in Brussel.
Hij heeft in zijn leven vooral tijdschriften en educatieve publicaties van illustraties voorzien en grafisch werk verricht. Daarnaast illustreerde hij ook kinderboeken. Hij werkte voor Altiora, Bayard Presse, Davisdfonds/Infodok, Zwijsen en Clavis.
Paul de Decker ontwierp in 1990 de affiche voor de Jeugdboekenweek. "Hoe jonger de lezers, hoe groter de rol van de tekeningen in een boek," vindt hij.
Belangrijke kinderboeken die de Becker heeft geïllustreerd zijn:
- Ma er zit een dichter in mijn boom: een bundel kindergedichten (Jan van Coillie, Davidsfonds, 1983)
- Deze haan heeft laarzen aan: kinderrijmpjes (Jan van Coillie, Davidsfonds, 1986)
- Vis, vis, een teen (Paul de Becker, Zwijsen, 1991)
- De aap en een boek (Paul de becker, Zwijsen, 1991)
- Een huis met een naam (Riet Wille, Zwijsen, 1991)
- Beer is onzichtbaar (Truus van de Waarsenburg, Zwijsen, 1992)
- Juf, een koe voor de deur! (Anke de Vries, Zwijsen, 1992)
- Een man in de tuin (Denise Boschmans, Clavis, 1991)
- Een dag met Fien (Denise Boschmans, Clavis, 1991)
- Lotte & Pieter (Claudine Martens en Gerda van Cleemput, Altiora, 1987)
- Wat is mis? (Paul de Becker, An Cordeels en Herman Denoo, de Boeck, 2003)

- Digitale Bibliotheek voor de Nederlandse Letteren: beck100
- International Standard Name Identifier: 0000 0001 2138 9957
- Nationale Bibliotheek van Tsjechië: xx0097328
- Système universitaire de documentation: 146752082
- Virtual International Authority File: 71611835